# Gillis Grafström
Gillis Grafström (n. 7 iunie 1893, Hedvig Eleonora parish⁠(d), Comitatul Stockholm, Suedia – d. 14 aprilie 1938, Potsdam, Germania Nazistă) a fost un multiplu campion suedez la patinaj artistic. Grafström a fost între anii 1920 și 1932 de trei ori campion olimpic și o dată a ocupat locul doi la Jocurile Olimpice de iarnă.

## Rezultate
| Anul                | 1914 | 1917 | 1918 | 1919 | 1920 | 1922 | 1924 | 1928 | 1929 | 1932 |
| ------------------- | ---- | ---- | ---- | ---- | ---- | ---- | ---- | ---- | ---- | ---- |
| Jocurile Olimpice\| |      |      |      |      | 1.   |      | 1.   | 1.   |      | 2.   |
| Campionatul Mondial | 7.   |      |      |      |      | 1.   | 1.   |      | 1.   |      |
| Campionatul suedez  |      | 1.   | 1.   | 1.   |      |      |      |      |      |      |